# Leo Spielberger
Leo Spielberger (* 6. Oktober 1961 in Bann) ist ein ehemaliger deutscher Fußballspieler und Trainer.

## Karriere
Ab 1978, als A-Jugendlicher, spielte Leo Spielberger beim 1. FC Kaiserslautern. Danach war er einige Jahre im Kader der Lautrer Amateure, Spielbergers Profikarriere begann 1985. Sein Debüt in der Bundesliga gab er am 19. Spieltag der Saison 1985/86 beim 1:1 in Köln. In seinen insgesamt zwei Spielzeiten im Profikader des FCK vermochte er sich allerdings nie vollständig durchzusetzen und wurde kurz nach Saisonbeginn 1987/88, nachdem man nicht mehr mit ihm plante, zum Zweitligisten Arminia Bielefeld transferiert. Dort hatte der Pfälzer von Beginn an einen Stammplatz inne, jedoch wurde seine Profikarriere nach dem 21. Spieltag durch eine schwere Innenbandverletzung abrupt beendet.
1988 wechselte er zum Oberligisten SV Edenkoben, mit dem er 1988/89 prompt Meister wurde. Edenkoben scheiterte aber in den Aufstiegsspielen zur 2. Bundesliga. 1992 ging er zum ebenfalls in der Oberliga Südwest spielenden Südwest Ludwigshafen, wo er bis 1995 aktiv war. Danach ließ er seine Karriere bei seinem Heimatverein SV Bann ausklingen.
Im April 1999 trat Leo Spielberger sein erstes Traineramt bei Südwest Ludwigshafen an. Von Saisonbeginn 2006/07 an arbeitete er als Trainer beim Oberligisten TuS Hohenecken. Im November 2006 trat er zurück, nachdem die Mannschaft aus 14 Spielen nur 9 Punkte geholt hatte.
Leo Spielberger ist im Vorstandsteam der FCK-Traditionsmannschaft und für die Alten Herren des SV Bann aktiv.

## Statistik
| Liga          | Spiele (Tore) |
| ------------- | ------------- |
| Bundesliga    | 24 (1)        |
| 2. Bundesliga | 16 (2)        |
| Wettbewerb    |               |
| DFB-Pokal     | 04 (1)        |